# Bruno Platter
 (février 2019).
Si vous disposez d'ouvrages ou d'articles de référence ou si vous connaissez des sites web de qualité traitant du thème abordé ici, merci de compléter l'article en donnant les références utiles à sa vérifiabilité et en les liant à la section « Notes et références ».
Bruno Platter, né le 21 mars 1944 à Renon (Italie), est un prélat catholique italien, grand maître de l'ordre Teutonique de 2000 à 2018.

## Biographie
Bruno Platter naît le 21 mars 1944 à Renon, dans le Tyrol du Sud, en Italie. La région fait alors partie de la zone opérationnelle des Préalpes, district administré par l'Allemagne nazie. Il entre au sein de l'ordre Teutonique le 12 septembre 1964 et professe ses vœux perpétuels le 15 septembre 1969. Le 29 juin 1970, il est finalement ordonné prêtre par Joseph Gargitter (de).
Le père Platter entre au prieuré du Tyrol du Sud et travaille à l'école de l'ordre, à Bolzano. En 1973, il obtient un doctorat en théologie à l'université d'Innsbruck grâce à sa thèse sur la justification historique et théologique de l'interdiction des mariages mixtes. En 1974, il est nommé recteur de l'église Saint-Georges de Weggenstein (de), la commanderie de l'ordre.
Le 26 août 2000, le P. Platter est élu grand maître de l'ordre Teutonique par son chapitre général, à Lana, en Tyrol du Sud. Le 29 octobre suivant, il est installé comme abbé mitré et reçoit la bénédiction abbatiale des mains de Mgr Wilhelm Egger (de), évêque de Bolzano-Bressanone. Dans ses fonctions, il est directement soumis à l'autorité du pape et non à celle des évêques et des cardinaux. 
Il est réélu par le chapitre général, à Vienne, le 24 août 2006 puis le 23 août 2012. Il quitte ses fonctions à la fin de son mandat en août 2018.